# Sierndorf an der March
Sierndorf an der March ist ein Ort und eine Katastralgemeinde in der Marktgemeinde Jedenspeigen im Bezirk Gänserndorf in Niederösterreich. Die Ortschaft hat 450 Einwohner (Stand 1. Jänner 2024). Bis Ende 1971 war Sierndorf eine eigenständige Gemeinde.

## Geografie
Sierndorf an der March liegt an einer Geländekante im nordöstlichen Weinviertel.

## Geschichte
Es gibt Funde für eine Besiedlung vom Neolithikum bis in frühe Mittelalter.
Mit der Niederösterreichischen Kommunalstrukturverbesserung erfolgte zum 1. Jänner 1972 die Eingliederung der Gemeinde Sierndorf an der March als Katastralgemeinde in die Gemeinde Jedenspeigen.

## Verbauung
Das Straßendorf  hat eine durchgehend geschlossene meist eingeschoßige traufständige Verbauung mit Zwerchhöfen, Gassenfronthäusern und einige Hakenhöfe, zumeist mit Längslauben. An den Hintausstraßen gemauerte Längs- und Querscheunen teils mit Zwerchgiebeln. Die Kellergasse befindet sich westlich der Kirche in lockerer Zeile parallel zum Hang als schlichte Keller und Presshäuser.

## Kultur und Sehenswürdigkeiten

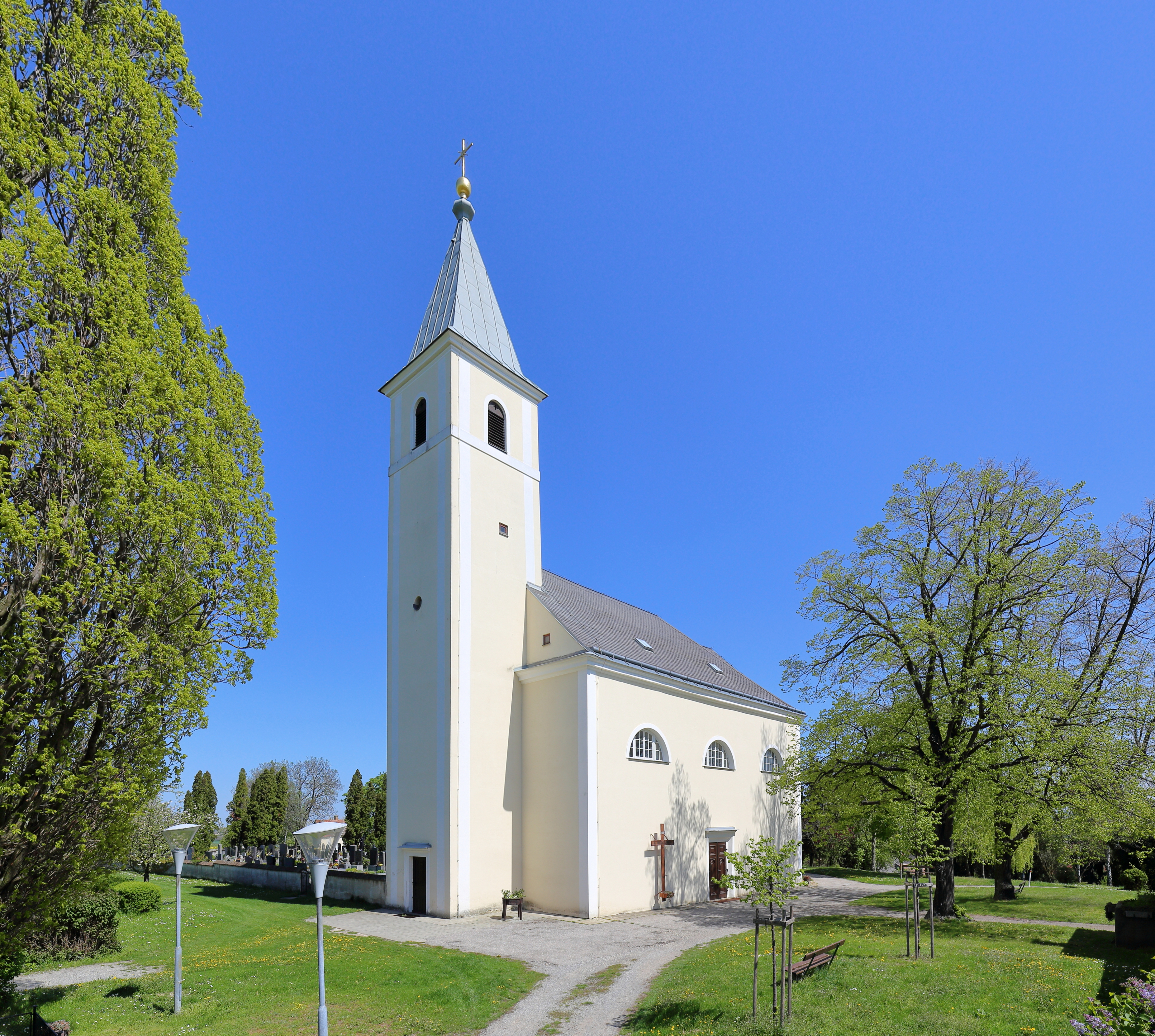
Pfarrkirche Sierndorf an der March

- Katholische Pfarrkirche Sierndorf an der March Mariä Geburt
- Heimatmuseum Sierndorf an der March in der ehemaligen Volksschule[3]

## Sicherheit
- Freiwillige Feuerwehr Sierndorf an der March, 130 Jahre (1889–2019)

## Politik

### Bürgermeister
- 1946–1960 Franz Adamovic
- 1960–1964 Josef Hasizka
- 1964–1968 Karl Zißler
- 1968–1970 Engelbert Dietzl
- 1970–1971 Rudolf Reichel[4]